# Куко Олександр Семенович
Олександр Семенович Куко (9 квітня 1904, Успенівка — 1971) — український радянський живописець (майстер пейзажного жанру) і педагог.

## Біографія
Народився 9 квітня 1904 року в селі Успенівці Катеринославської губернії Російської імперії. Українець. 1926 року закінчив Художньо-професійну школу у місті Запоріжжі і вступив до Київського художнього інституту, де навчався зокрема у Федора Кричевського. Дипломна робота — етюд «Каменотес», написаний у 1929 році. Протягом 1932—1933 років служив у Червоній армії. З 1934 року працював у Дніпропетровському державному художньому училищі, викладав спеціальні дисципліни, у тому числі живопис та малюнок.
Брав участь у німецько-радянській війні з червня 1941 року. Воював на Південному, Південно-Західному, Сталінградському, Донському, Південному, 4-му Українському, 3-му Українському, 1-му Білоруському фронтах. Був начальником штабу 2-го дивізіону 648-го артилерійського полку. Дослужився до військового звання майора. Нагороджений:
- орденами Червоної Зірки (25 січня 1943), Вітчизняної війни I (30 січня 1945) та II ступеня (12 жовтня 1944), Червоного Прапора (13 травня 1945)[2][4];
- медалями «За оборону Сталінграда» (22 грудня 1942); «За взяття Берліна» (17 жовтня 1945), «За перемогу над Німеччиною у Великій Вітчизняній війні 1941—1945 рр.», «За визволення Варшави»[2][4].

Після війни продовжив викладати у Дніпропетровському художньому училищі. Серед учнів: Анатолій Івченко, Анатолій Киргеєв, Ольга Киргеєва, Федір Клименко, Петро Магро, Михайло Надєждін, Рита Пашкевич, Степан Письменний, Григорій Соколенко, Анатолій Татарбанов, Анатолій Якимець, Олексій Якушенко.
Помер у 1971 році.